# Caraïbes offshore
Caraïbes Offshore (Thunder in Paradise) est une série télévisée américaine en un pilote de 90 minutes et 20 épisodes de 45 minutes, créée par Michael Berk et Douglas Schwartz et diffusée entre le 25 mars et le 27 novembre 1994 en syndication.
En France, la série a été diffusée à partir du 31 mars 1995 sur M6, puis sur Série Club.

## Synopsis
Caraïbes Offshore (Thunder in Paradise) suit les aventures de deux anciens Navy SEALs des États-Unis, Randolph J. "Ouragan" Spencer et Martin "Bru" Brubaker, qui travaillent en tant que mercenaires depuis leur quartier général, un complexe tropical, le long de la côte du golfe de Floride aux États-Unis. À bord de leur bateau futuriste et high-tech, surnommé Thunder, ils parcourent le monde pour combattre différents criminels et méchants. Ils doivent également concilier leur travail d'infiltration dangereux avec leurs responsabilités d'élever Jessica, la jeune fille de leur collègue décédé Spencer, qui vit avec eux.
Kelly LaRue, ancienne mannequin et propriétaire du Scuttlebutt Bar & Grill situé sur la plage devant le complexe, s'occupe de Jessica chaque fois que Spence et Bru partent en mission. Kelly joue également le rôle d'un intérêt romantique pour Bru. Edward Whitaker, l'oncle de Jessica, est le propriétaire du complexe balnéaire et apparaît régulièrement dans la série, principalement pour apporter une touche comique.

## Distribution
- Hulk Hogan (V. F. : Michel Vigné) : Randolph J. « Huricane » Spencer
- Chris Lemmon (en) (V. F. : Maurice Decoster) : Martin « Bru » Brubaker
- Carol Alt (V. F. : Martine Meiraghe) : Kelly LaRue
- Ashley Gorrell (V. F. : Amélie Morin) : Jessica Whitaker Spencer (épisodes 4 à 22)
- Patrick Macnee (V. F. : Jean Berger) : Edward Whitaker
- Russ Wheeler : La voix du tonnerre
- Felicity Waterman (en) (V. F. : Juliette Degenne) : Megan Whitaker Spencer (épisodes 1-3)
- Robin Weisman (en) (V. F. : Amélie Morin) : Jessica Whitaker Spencer (épisodes 1-3)

- Version française
  - Société de doublage : START[2]
  - Direction artistique : Perrette Pradier[2]

Source V. F. : Doublage Séries Database

## Épisodes
1. Caraïbes Offshore [1/2] (Thunder in Paradise [1/2]) ( États-Unis : 25 mars 1994)
2. Caraïbes Offshore [2/2] (Thunder in Paradise [2/2]) ( États-Unis : 25 mars 1994)
3. Plaies et bosses à gogo (Tug of War) ( États-Unis : 1er avril 1994)
4. Sea Quentin (Sea Quentin) ( États-Unis : 8 avril 1994)
5. Rituel vaudou (Strange Bru) ( États-Unis : 15 avril 1994)
6. Kelly et le prince charmant [1/2] (Sealed With a Kismet [1/2]) ( États-Unis : 22 avril 1994)
7. Kelly et le prince charmant [2/2] (Sealed With a Kismet [2/2]) ( États-Unis : 29 avril 1994)
8. La Relève de la garde (Changing of the Guard) ( États-Unis : 6 mai 1994)
9. Quand l'histoire s'en mêle (Gettysburg Change of Address) ( États-Unis : 13 mai 1994)
10. La Journée d'un héros (Distant Shout of Thunder) ( États-Unis : 20 mai 1994)
11. Instinct primaire (Nature of the Beast) ( États-Unis : 27 mai 1994)
12. Crise d'identité (Identity Crisis) ( États-Unis : 8 juillet 1994)
13. Le Cœur à cent à l'heure (Queen of Hearts) ( États-Unis : 15 juillet 1994)
14. Les Pirates des Caraïbes (Plunder in Paradise) ( États-Unis : 22 juillet 1994)
15. Œil pour œil (Eye for an Eye) ( États-Unis : 26 août 1994)
16. Espèces menacées (Endangered Species) ( États-Unis : 9 septembre 1994)
17. Leçons mortelles [1/2] (Deadly Lessons [1/2]) ( États-Unis : 16 septembre 1994)
18. Leçons mortelles [2/2] (Deadly Lessons [2/2]) ( États-Unis : 23 septembre 1994)
19. La Pêche à l'espadon (Blast Off) ( États-Unis : 6 novembre 1994)
20. Navigateur à vue (Dead Reckoning) ( États-Unis : 13 novembre 1994)
21. Le Major [1/2] (The M.A.J.O.R. and the Minor [1/2]) ( États-Unis : 20 novembre 1994)
22. Le Major [2/2] (The M.A.J.O.R. and the Minor [2/2]) ( États-Unis : 27 novembre 1994)

## Films en vidéo
- Thunder in Paradise (les deux parties du pilote), sorti le 27 septembre 1993.
- Thunder in Paradise II (les deux parties de l'épisode Sealed with a Kismet)
- Thunder in Paradise III (les deux parties de l'épisode Deadly Lessons)

Des scènes alternatives de l'épisode The M.A.J.O.R. and the Minor ont été tournées pour le jeu vidéo Thunder in Paradise (en) sur CD-i.